# Guttau
Guttau (Sorbisch: Hućina) is een ortsteil van de Duitse gemeente Malschwitz in de deelstaat Saksen. De plaats was tot 1 januari 2013 een zelfstandige gemeente in de Landkreis Bautzen.